# Egon Schein
Pour les articles homonymes, voir Schein.
Egon Schein, né le 20 janvier 1912 à Kiel et mort le 14 février 1977 à Hambourg, est un athlète allemand spécialiste du sprint, licencié au Hambourg SV.

## Biographie

### Palmarès
| Date | Compétition           | Lieu  | Résultat | Épreuve    | Performance |
| ---- | --------------------- | ----- | -------- | ---------- | ----------- |
| 1934 | Championnats d'Europe | Turin | 5e       | 200 mètres | 21 s 9      |
| 1934 | Championnats d'Europe | Turin | 1er      | 4 × 100 m  | 41 s 0      |

### Records
| Épreuve    | Performance | Lieu | Date |
| ---------- | ----------- | ---- | ---- |
| 100 mètres | 10 s 3      |      | 1933 |
| 200 mètres | 21 s 4      |      | 1933 |